# パーフェクトグラフ
グラフ理論で、パーフェクトグラフ（英: perfect graph）とは、すべての誘導部分グラフの彩色数とクリーク数が等しいグラフである。「理想グラフ」あるいは「完璧グラフ」と和訳されることもある。